# L'elisir d'amore

L'elisir d'amore (tiếng Việt: Liều thuốc tiên của tình yêu) là một vở opera hài của nhà soạn nhạc người Ý Gaetano Donizetti. Người viết lời cho tác phẩm đó là Felice Romani. Để viết lời cho tác phẩm này, Romani đã dựa vào lời mà Eugène Scribe viết cho vở Le philtre của Daniel Auber. Vở opera của Donizetti được trình diễn lần đầu tiên vào ngày 12 tháng 5 năm 1832, tại Teatro della Canobbiana, Milan, Ý. Và trong lần trình diễn ấy, tác phẩm đã được thể hiện thành công rực rỡ.